# Grace Metalious
Grace Metalious (* 8. September 1924 in Manchester, New Hampshire als Marie Grace de Repentigny; † 25. Februar 1964 in Gilmanton, New Hampshire) war eine US-amerikanische Schriftstellerin.
Bekannt ist vor allem ihr Erstlingswerk Die Leute von Peyton Place (Originaltitel Peyton Place) von 1956, einer der kommerziell erfolgreichsten Romane überhaupt. Zum Zeitpunkt der Veröffentlichung war das Buch wegen seiner Behandlung von Tabuthemen wie vor- oder außerehelichem Geschlechtsverkehr, sexuellem Missbrauch von Abhängigen und Abtreibung umstritten und wurde in Bibliotheken nur an Erwachsene herausgegeben.

## Leben

### Frühe Jahre
Marie Grace de Repentigny stammte aus einer franko-kanadischen und katholischen Familie, die in einem verwahrlosten Viertel der Industriestadt Manchester lebte. Im protestantisch geprägten Neuengland rangierte sie deswegen am unteren Ende der Gesellschaft. Das Gefühl sozialer Stigmatisierung verstärkte sich, als der Vater seine Ehefrau und die drei Töchter verließ. Grace war damals elf Jahre alt. Schon in ihrer Kindheit begann sie Geschichten zu schreiben, angelehnt an die Erlebnisse der Figur der Detektivin Nancy Drew aus den Jugendromanen.
Auf der High School lernte Grace de Repentigny George Metalious kennen und heiratete ihn 1943 gegen den Widerstand ihrer Familie. Nach der Geburt des ersten Kindes zog sie mit ihrem Mann nach Durham um, wo er die University of New Hampshire besuchte. Auch mit ihrer neuen Familie lebte Metalious in bescheidenen Verhältnissen. Um Ablenkung zu finden, nachdem sie bei der Geburt ihres dritten Kindes fast gestorben war, begann sie die Arbeit an ihrem ersten Roman. Sie konzentrierte sich so stark auf das Schreiben, dass Nachbarn ihr vorwarfen, sie würde Haus und Kinder vernachlässigen. Nach Studienabschluss wurde ihrem Mann eine Stellung als Schuldirektor angeboten, und die Familie zog in die kleine Gemeinde Gilmanton um.

### Erfolg mitPeyton Place
In Gilmanton beendete Metalious die Arbeit an Die Leute von Peyton Place. Der Titel verweist auf eine fiktive Kleinstadt in Neuengland, in der die Handlung angesiedelt ist und hinter deren bürgerlicher Fassade Heuchelei, Korruption, Ehebruch und Missbrauch zu finden sind. Als Vorbild verwendete die Autorin verschiedene ihr vertraute Personen und Ereignisse, vor allem jedoch ein um einige Jahre zurückliegendes Ereignis, das die Menschen in Neuengland schockiert hatte: die Ermordung einer Vierzehnjährigen durch ihren Vater, nachdem er sie sexuell missbraucht hatte. Literarisch ließ Metalious sich von dem Erfolgsroman Kings Row (1940) von Henry Bellamann inspirieren, der in ähnlicher Weise über die Doppelmoral einer amerikanischen Kleinstadt geschrieben hatte.
Der New Yorker Verleger Julian Messner erklärte sich bereit, den Roman zu veröffentlichen. Die Leute von Peyton Place erschien im Frühjahr 1956 und entwickelte sich trotz (oder wegen) des Skandals, den er aufgrund der offenen Behandlung einiger Themen auslöste, innerhalb weniger Monate zu einem fast beispiellosen Bestseller. Es verkauften sich zwanzig Millionen Hardcover- und zwölf Millionen Taschenbuch-Ausgaben. Auch im deutschsprachigen Raum ist der Roman in zahlreichen Auflagen gedruckt worden. Die Verfilmung Glut unter der Asche von Regisseur Mark Robson kam 1957 in die Kinos. Die anstößigeren Motive des Buches waren in der Hollywood-Fassung jedoch umgeschrieben worden.
In kürzester Zeit wurde Metalious eine wohlhabende Frau, die sich den Umzug in ein neurenoviertes Haus in Gilmanton leisten konnte. Allerdings war sie auch Anfeindungen ausgesetzt, nicht zuletzt von den Einwohnern des Ortes, von denen viele behaupteten, die Autorin habe Schimpf und Schande über sie gebracht, und von denen manche mit Verleumdungsklagen drohten. Metalious wurde eine beliebte Zielscheibe der Angriffe konservativer Geistlicher, Politiker und Zeitungen. Es kam die Forderung auf sie zu ächten.

### Wachsende Probleme und Tod
Die Angriffe blieben nicht ohne Wirkungen auf Metalious. Sie wurde Alkoholikerin und ließ sich auf Affären ein. Ihre Ehe zerbrach, als der Arbeitsvertrag ihres Mannes (wohl aufgrund des Romans) nicht verlängert wurde und er eine Stellung in Massachusetts annahm. Sie heiratete einen Disk Jockey aus Gilmanton, aber die Ehe hielt nicht lange. Sogar von ihrer eigenen Mutter wurde sie verklagt. Obwohl die Einkünfte durch Tantiemen hoch waren, musste sie Schulden machen. Die gesundheitlichen Probleme aufgrund ihres Alkoholkonsums verstärkten sich.
Ihr Verleger drängte Metalious, eine Fortsetzung des Romans zu liefern. Sie schrieb innerhalb eines Monats Rückkehr nach Peyton Place (Return to Peyton Place, 1959), aber das Manuskript wurde als so schlecht befunden, dass es der Verlag von dem Ghostwriter Warren Miller völlig überarbeiten ließ. Trotzdem konnte der Roman nicht an den Erfolg von Die Leute von Peyton Place anknüpfen, ebenso wenig wie zwei weitere Romane von Metalious, Der enge weiße Kragen (The Tight White Collar, 1960) und No Adam in Eden (1963), in denen die inzwischen bekannten Themen an anderen Schauplätzen Neuenglands verhandelt wurden.
Metalious versöhnte sich mit ihrem ersten Mann, heiratete ihn 1960 erneut und trennte sich 1963 wieder von ihm. George Metalious beschrieb die fatalen Konsequenzen, die die Veröffentlichung des Romans Peyton Place für seine Frau hatten, später in dem Buch Girl from Peyton Place. A Biography of Grace Metalious (1965). Grace Metalious starb im Februar 1964 im Alter von 39 Jahren infolge verschiedener Folgeerkrankungen ihres Alkoholismus, darunter einer Leberzirrhose.

## Werke

### Romane
- Peyton Place. Messner, New York 1956.
  - Deutschsprachige Ausgabe: Die Leute von Peyton Place. Roman. Übersetzt von Ursula von Wiese. Rowohlt, Hamburg 1958.
- Return to Peyton Place. Messner, New York 1959 (geschrieben von Warren Miller).
  - Deutschsprachige Ausgabe: Rückkehr nach Peyton Place. Übersetzt von Werner von Grünau. Kindler, München 1960.
- Tight White Collar. Messner, New York 1960.
  - Deutschsprachige Ausgabe: Der enge weiße Kragen. Übersetzt von Ursula von Wiese. Kindler, München 1961.
- No Adam in Eden. Trident Press, New York 1963.

### Film und TV
- Glut unter der Asche. Originaltitel: Peyton Place. USA 1957. Regie: Mark Robson. Drehbuch: John Michael Hayes nach dem Roman von Grace Metalious.
- Rückkehr nach Peyton Place. Originaltitel: Return to Peyton Place. USA 1961. Regie: José Ferrer. Drehbuch: Ronald Alexander nach dem Roman von Grace Metalious.
- Peyton Place. TV-Serie in 514 Folgen. USA 1964–1969.
- Murder in Peyton Place. TV-Film basierend auf der gleichnamigen Serie und dem Roman von Grace Metalious. USA 1977. Regie: Bruce Kessler.